# Påskbergsvallen

Påskbergsvallen (tidligere Varberg Energi Arena) er en fodboldarena i Varberg, Sverige. Arenaen blev indviet i 1925 og bruges af Varbergs BoIS og Varbergs GIF